# Annie Perreault
Annie Perreault (n. 28 iulie 1971, Windsor⁠(d), provincia Québec, Canada) este o sportivă ce a reprezentat Canada, medaliată olimpică. A participat la 2 ediții ale Jocurilor Olimpice (1992, 1998) în care a câștigat două medalii de aur și o medalie de bronz.